# Адам Кшижановски
А̀дам Альо̀йзи Кшижано̀вски (на полски: Adam Alojzy Krzyżanowski) е полски икономист и политически деец, определян за най-значимия полски икономист в междувоенния период, професор и заместник-ректор на Ягелонския университет, председател на Полската академия на знанията (1957 – 1958), депутат в Сейма II и III мандат, Държавния национален съвет и следвоенния Законодателен сейм.
На 6 ноември 1939 година е арестуван от немските окупационни власти в рамките на акцията „Sonderaktion Krakau“. Изпратен е в концентрационен лагер „Заксенхаузен“, където пребивава до 8 февруари 1940 година.

## Трудове
- Die Grundbesitzverteilung in Galizien (1895)
- Studya agrarne (1900)
- Rolnictwo wobec polityki handlowej (1901)
- Teoria Malthusa ze szczególnym uwzględnieniem jej stosunku do prawa zmniejszającego się przychodu z ziemi (1908)
- Socjalizm po wojnie (1920)
- Pauperyzacja Polski współczesnej (1925)
- Polska konjunktura gospodarcza w świetle teorji przesileń i przewidywań (1929)
- Chrześcijańska moralność polityczna (1948)